# Olle Bexell
Olle Bexell   (Luleå, 14 de juny de 1909 - Uppsala, 6 de gener de 2003) va ser un atleta suec, especialista en el decatló, que va competir durant la dècada de 1930.
El 1936 va prendre part en els Jocs Olímpics de Berlín, on fou setè en la prova del decatló del programa d'atletisme. El 1938 guanyà la medalla d'or del decatló al Campionat d'Europa d'atletisme. El 1938 es proclamà campió suec de pentatló i de decatló entre 1935 i 1938. Va posseir el rècord nacional suec de decatló entre 1937 i 1966.

## Millors marques
- Decatló. 6.781 punts (1937)[4]